# Заради інших
«Заради інших» — радянський художній фільм 1976 року, знятий режисером Юлдашем Агзамовим на кіностудії «Узбекфільм».

## Сюжет
Про партійне керівництво сільським господарством, про життя сучасного села.

## У ролях
- Теша Мумінов — Азіз Кудратов
- Хамза Умаров — Усманов
- Набі Рахімов — Назаров
- Шаріф Кабулов — Тошматов
- Раззак Хамраев — Нурматов
- Отабек Ганієв — Шухрат
- Шоїра Турсунбаєва — Гульчехра Якубова
- Уктам Лукманова — Хадіча Кадирівна
- Хабіб Наріманов — Якуб-ота
- Людмила Новосьолова — Віра Кузьмівна
- Гульчехра Джамілова — Максуда
- Г. Фазлітдінов — Чорі Рахімов
- Яйра Абдулаєва — роль другого плану
- І. Абдухаліпов — роль другого плану
- Тургун Азізов — роль другого плану
- Марат Аріпов — роль другого плану
- А. Муратова — роль другого плану
- Ш. Коллонханов — роль другого плану
- Максуд Мансуров — роль другого плану
- Яхйо Файзуллаєв — механік
- Туган Режаметов — роль другого плану
- Тамара Юнусова — роль другого плану
- Джамал Хашимов — роль другого плану
- Саїдкаміль Умаров — роль другого плану
- Георгій Цинкобуров — роль другого плану
- А. Ібрагімов — роль другого плану
- М. Шайматов — роль другого плану

## Знімальна група
- Режисер — Юлдаш Агзамов
- Сценаристи — Микола Рожков, Ульмас Умарбеков
- Оператори — Ергаш Агзамов, Олександр Панн
- Композитор — Нурілла Закіров
- Художник — Євген Пушин